# سكيالباوند
سكيالباوند (بالإنجليزية: Scalebound)‏ كانت لعبة فيديو من تطوير بلاتينيوم جيمز، والتي من المفترض ان تصدر لعام 2014، لكنها الغيت الإصدار.

## معلومات عن اللعبة
سكيالباوند من الألعاب المنتظرة على منصة الجيل الجديد إكس بوكس ون التابع لشركة ميكروسوفت وقد تم الإعلان عن اللعبة من طرف المدير شخصيا هيداكي كاميا في مؤتمر الاي 3 (E3 2014) , اللعبة من تطوير استديو بلاتينيوم جيمز الياباني، للتذكير بلاتينيوم جيمز هي الشركة المطوره للعبة بايونيتا الحصرية على جهاز وي يو التابع لشركة نينتندو.

### معلومات عن بطل اللعبة
بطل اللعبة قوي الشخصية، متعجرف، يتحدى اعدائه بنوع من الاستفزازية، يرتدي سماعة. من مميزات البطل ان جلده يتحول إلى درع اثناء قتاله للتنانين كما ان لديه علاقة مع قلب التنين مما يمكنه من ترويض الوحوش وبهذا تتكون نوع من التعاونية بينه وبين الوحوش، وهاته الشخصية التي ابتغاها مطوري اللعبة لهذا البطل الاسطوري.
تدور احداث اللعبة في عالم وهمي مليئ بالبشر الاشرار إضافة إلى التنانين .
مدير اللعبة هايدو كاميا اكد ان اللعبة لا تشبه بايونيتا ولا ميتال غير رايزنج في اسلوب اللعب وانها ستكون مختلفة تماما عنهم.